# Moony
Moony é o nome artístico da cantora italiana de música dance Monica Bragato, nascida em Veneza, em 27 de setembro de 1980.

## Biografia
Moony iniciou sua carreira nas discotecas de Veneza e logo foi convidada pelo DJ e produtor Cristiano Spiller para fazer o vocal de suas músicas. 
Seu primeiro grande sucesso foi Point Of View em colaboração com a banda DB Boulevard. A música virou hit na cena dance européia e acabou concorrendo ao MTV Europe Music Awards. 
Em 2003 iniciou sua carreira solo com o álbum Lifestories. Em 2006 lançou o single "For Your Love" e dois anos depois "I Don't Know Why", que virou hit nas pistas de dança do Brasil.
Em 2010 cantou no Bloco Yes no Carnaval de Salvador.

## Discografia

### Álbuns
- 2003 Lifestories
- 2009 4 Your Love

### Singles
| Ano  | Título                           | Melhor posição | Melhor posição | Melhor posição | Melhor posição | Melhor posição | Álbum       |
| Ano  | Título                           | UK             | ITA            | ESP            | POR            | BRA            | Álbum       |
| ---- | -------------------------------- | -------------- | -------------- | -------------- | -------------- | -------------- | ----------- |
| 2001 | "Point of View"                  | 3              | 6              | 6              | —              | —              | Frequencies |
| 2002 | "Dove (I'll Be Loving You)"      | 9              | 18             | 13             | —              | —              | Lifestories |
| 2003 | "Acrobats (Looking For Balance)" | 62             | —              | —              | —              | —              | Lifestories |
| 2003 | "Flying Away"                    | —              | 47             | —              | —              | —              | Lifestories |
| 2003 | "This Is Your Life"              | —              | —              | —              | —              | —              | Lifestories |
| 2005 | "Butterfly"                      | —              | 31             | —              | —              | —              | 4 Your Love |
| 2006 | "For Your Love"                  | —              | —              | —              | —              | —              | 4 Your Love |
| 2008 | "I Don't Know Why"               | —              | —              | —              | 11             | 13             | 4 Your Love |

### Singles Promocionais
- 2008 - "Little Bird"
- 2009 - "De Fact"